# Friedrich Seidenstücker

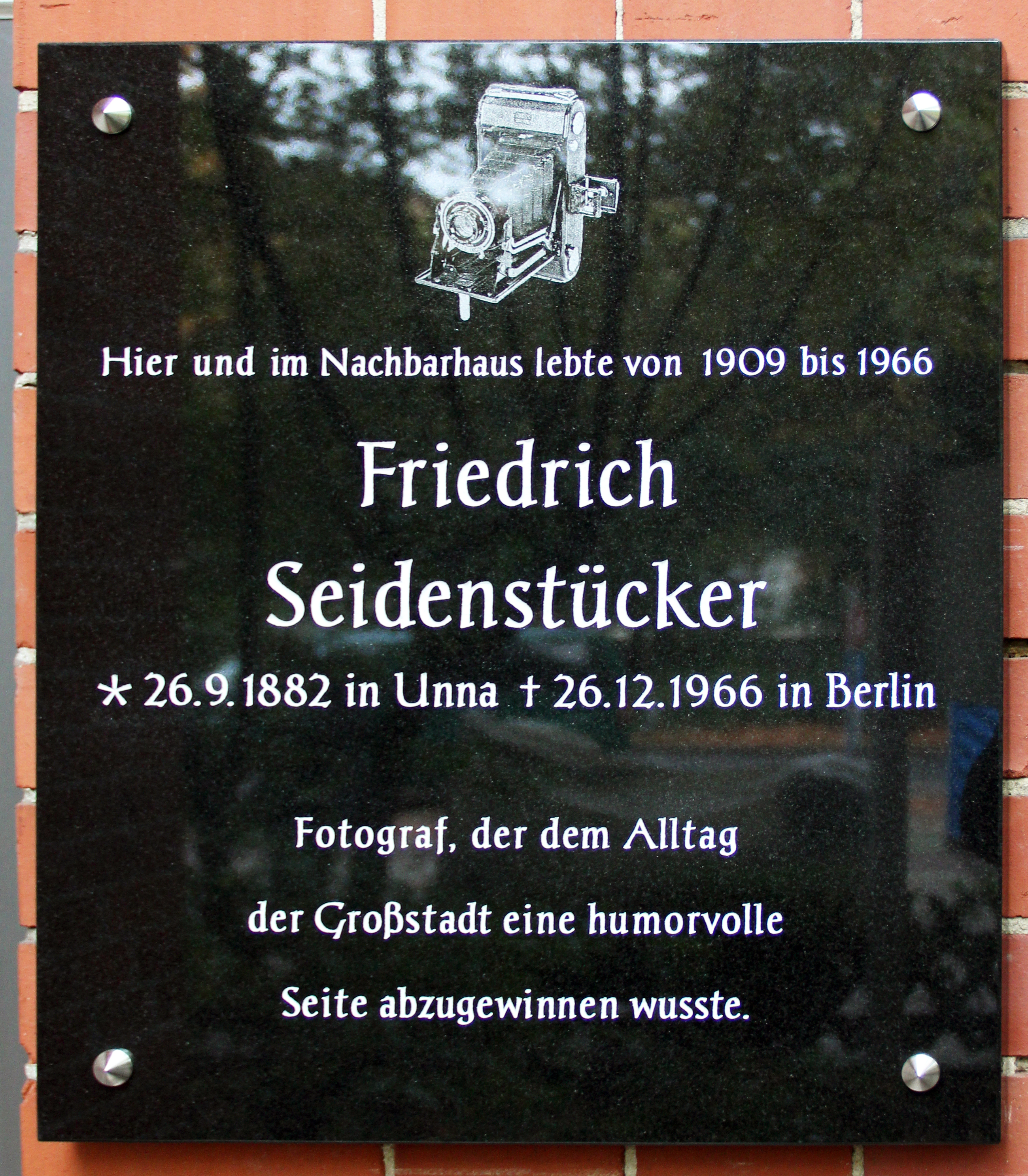
Gedenktafel am Haus, Bundesplatz 17, in Berlin-Wilmersdorf

Friedrich Seidenstücker (* 26. September 1882 in Unna; † 26. Dezember 1966 in West-Berlin) war ein deutscher Fotograf. Er wurde vor allem mit seinen Fotografien aus dem Alltagsleben, Tierfotografien und Aktaufnahmen sowie mit seinen Bildern der Ruinen des im Zweiten Weltkrieg zerstörten Berlins bekannt.

## Leben und Werk
Seidenstücker studierte zwischen 1901 und 1903 zunächst Maschinenbau in Hagen. 1904 setzte er sein Studium an der Königlich Technischen Hochschule Charlottenburg fort, beschäftigte sich aber auch schon mit Bildhauerei und Fotografie. Während des Ersten Weltkriegs arbeitete er als Flugzeugkonstrukteur bei der Zeppelin-Bau AG in Potsdam. 1918 nahm er ein Studium der Bildhauerei an der Hochschule der Bildenden Künste bei dem Tierbildhauer August Gaul auf. Zwischen 1921 und 1923 unternahm er Studienreisen nach München, Rom und Paris.
Anschließend arbeitete Seidenstücker als freier Bildhauer und Fotograf in Berlin. Als Fotograf war er weitaus erfolgreicher denn als Bildhauer. Trotzdem musste er oft auf die finanzielle Unterstützung seiner Familie zurückgreifen. Er machte sich vor allem als Tierfotograf des Zoologischen Gartens Berlin, mit Motiven aus dem Berliner Alltagsleben und Aktporträts einen Namen. 1930 wurde er fester Mitarbeiter des Ullstein Verlags. Seine Aufnahmen erschienen in Magazinen wie die neue linie, der Berliner Illustrirten Zeitung, Die Dame, Der Querschnitt und Die Woche. Nach 1945 war Seidenstücker wieder freier Fotograf in Berlin. Bekannt wurden aus dieser Zeit vor allem seine Fotoserien über das zerstörte Berlin, insbesondere über den Tiergarten.
Eine letzte große Ausstellung seiner Werke wurde anlässlich Seidenstückers 80. Geburtstags in Berlin veranstaltet. Später geriet sein Werk in Vergessenheit. Sein Nachlass wurde 1971 bei einem Trödler entdeckt und für DM 500.– vom Bildarchiv Preußischer Kulturbesitz gekauft. In den 1980er Jahren begann seine Wiederentdeckung als „Flaneur“ unter den Fotografen. Eine umfassende Retrospektive zu Friedrich Seidenstücker mit über 200 Originalfotografien fand ab Oktober 2011 in der Berlinischen Galerie statt.

## Ausstellungen
- 2012: Fotoausstellung - Friedrich Seidenstücker, vom 14. Oktober 2011 bis zum 6. Februar 2012 in der Berlinischen Galerie[1]
- 2023: Fotoausstellung - Friedrich Seidenstücker. Leben in der Stadt, vom 26. Mai 2023 bis zum 24. September 2023 in der Pinakothek der Moderne | Kunst Sammlung+[2]

## Veröffentlichungen und Literatur
- Ann Wilde, Jürgen Wilde (Hrsg.): Von Weimar bis zum Ende. Fotografien aus bewegter Zeit. Harenberg Verlag, Dortmund 1980 (= Die bibliophilen Taschenbücher. Band 181), ISBN 3-88379-181-4.
- Werner Kourist (Hrsg.): Das Berliner Zoo-Album. Berlin 1984.
- Werner Kourist (Hrsg.): Von Tieren und von Menschen. Berlin 1986.
- Bildarchiv Preußischer Kulturbesitz (Hrsg.): Der faszinierende Augenblick. Berlin 1987.
- Sprengel Museum Hannover (Hrsg.): Der humorvolle Blick. Fotografien 1923–1957. Hannover 1997.
- Friedrich Seidenstücker – Von Nilpferden und anderen Menschen. Hatje Cantz, Ostfildern 2011.
- Hommage à Berlin. Hein Gorny – Adolph C. Byers – Friedrich Seidenstücker. Berlin 2011. (Kat. Collection Regard) ISBN 978-3-00-033886-1
- Antje Schunke: Seidenstücker, Friedrich. In: Neue Deutsche Biographie (NDB). Band 24, Duncker & Humblot, Berlin 2010, ISBN 978-3-428-11205-0, S. 178 f. (Digitalisat).